# Johann Moriaen
Johann Moriaen (Neurenberg, 1591 - ?, 1668) was een Duits scheikundige / alchemist die deelnam aan het netwerk van Samuel Hartlib. Hij was een overtuigd pansofist.
Andere contacten waren Adam Boreel en Louis de Geer, een volgeling van Comenius. Hij schreef met George Starkey.
Hij was actief in het rekruteren voor Hartlibs netwerk van intellectuelen, de Hartlib Circle, en in de communicatie met hen.
Omdat er geen gepubliceerde werken zijn, is zijn naam vooral bekend uit de recente studie van de "Hartlib papers". Hij schreef zich in 1611 in aan de Universiteit van Heidelberg, waar hij Georg Vechner kende, later een medewerker van Comenius. Daarna werd hij calvinistisch predikant. Hij verhuisde naar Keulen, waar hij misschien Theodore Haak ontmoette die daar in 1626 was. Hij gaf de kansel op en keerde in 1627 terug naar zijn geboorteland Neurenberg, toen vol met vluchtelingen was uit de Dertigjarige Oorlog.
Hij was in Dordrecht in 1633 en ontmoette daar Isaac Beeckman . Hij werkte toen aan optica, scheikunde en medicijnen. Vijf jaar later verhuisde hij naar Amsterdam.
In 1657 wordt hij vermeld als eigenaar van huis Hulckestein bij Arnhem, wat in die tijd een verzamelplaats was voor alchemisten - zowel van de chemische als van de filosofische soort. Onder andere de gebroeders Kuffler, schoonzonen van de beroemde Cornelis Drebbel , dreven daar een ververij.